# 相撲健康体操
相撲健康体操（すもうけんこうたいそう）は、公益財団法人日本相撲協会が考案した、健康の維持増進を目的とした体操である。
四股、鉄砲、摺り足など相撲の代表的な基本動作を基に構成し、身近で親しみやすく、子どもからお年寄りまで、女性、男性、誰でも楽しくおこなう事ができる健康体操であると、協会は説明している。相撲教習所のカリキュラムに組み込まれているほか、広報活動や指導者資格の認定を通して、協会は一般への普及を図っている。

## 概説
2005年（平成17年）、当時の協会総合企画部長だった伊勢ノ海（元関脇・藤ノ川）や相撲教習所の教官を長く務めてきた大山（元幕内・大飛）らが中心となり、医学の専門家らの協力を得て完成させた。相撲の歴史や日本の伝統等を重視する観点から、動作は下半身の強化や背骨の安定に重きを置いたものとなっている。その狙いは相手を倒すためというより、自分がどんな体勢になってもバランスがとれて、倒れない体をつくることである。もっとも相撲の動作は独特なものも多いので、一般人でも気軽に取り組めるようやさしめのアレンジが加えられている。
原型は1930年（昭和5年）に佐渡ヶ嶽（元幕内・阿久津川）が自身の相撲経験や指導で得た知見をもとに考案した相撲基本体操である。大日本相撲協会（現在の日本相撲協会の前身）は1933年（昭和8年）に「基本体操」を協会公認の体操とし、協会主導で教育現場への相撲普及を試み、佐渡ヶ嶽を協会の普及部長として全国各地で講習会を開いた。協会の動きの背景には、当時台湾・大阪・東京で相撲の指導普及にあたっていたアマチュア相撲指導者・八尾秀雄が考案し、小学校で広く行われていた相撲体操への対抗心がある。協会は当初、八尾の実践を協会取締・藤島（元横綱・常ノ花）が見学に訪れ、八尾の著した指導書『小学校相撲の系統的指導』（1936年（昭和11年））に藤島が序文を寄せる等、八尾の活動を支援していたが、1938年（昭和13年）頃から協会が自ら相撲普及に本腰を入れて乗り出すと藤島らは「基本体操」への支援に力を入れ、一方で八尾の「相撲体操」を徹底的に批判するスタンスに転じた。協会からの批判により立場を失った八尾は、のちに天竜とともに満洲国へ渡ることとなる。
2014年（平成26年）12月18日、協会は体操の制定をはじめとする健康増進に貢献した活動が評価され、健康機器大手のタニタから「タニタ健康大賞」を贈られた。

## 内容
以下の12の動作からなる。
1. 気鎮めの型 - 蹲踞の姿勢で背筋を伸ばし、静かに息を吸う。
2. 塵手水の型 - 両手を合わせ、手をもんで柏手を打ち、両手を大きく広げる。
3. 四股の型 - 左足の膝を伸ばしながら右足を上げ、少し静止してから元の位置へ力強く戻す。これを左右交互に繰り返す。
4. 伸脚の型 - 右足を広げ、伸ばした足に体重をかける。これを左右交互に繰り返す。
5. 股割り - 足を広げて座り、息を吐きながら前へ倒す。
6. 仕切りの型 - 肘を膝の上において構え、全身に力を込めて上体を前傾させる。
7. 攻めの型 - 脇を締め、右から手を伸ばすと同時に右足に体重を移動させる。これを左右交互に繰り返す。
8. 防ぎの型 - 脇を締め、右足に体重を移動させると同時に右肘を上にあげ、真下に落とす。これを左右交互に繰り返す。
9. 四ツ身の型 - 脇を締め、右手を上げ肘を返し、伸ばした手を内側にひねり股下へ下ろす。
10. 反りの型 - 後ろへ体をひねりながら手を振り下ろし、膝のばねを使って元の姿勢に戻す。
11. 均整の型 - 両手を前方に伸ばし円を描くように2〜3回まわす。その後上体をまっすぐ起こしながら少しずつ前へ進む。
12. 土俵入りの型 - 柏手を打ち、手のひらを広げ、手のひらを返して息を吐きながらゆっくり腕を下す。

## DVD
- 「翔猿関といっしょに! 相撲健康体操」 - 日本コロムビア発行。2021年10月27日発売[11]。